# 王仁堪
王仁堪（1848年—1893年），字可庄、忍庵，号公定，福建省福州府闽县（今福州市区）人，清末文狀元、政治人物。为福州历史上的最后一名状元。

## 生平
王仁堪生于清道光二十八年（1848年），同治九年（1870年）庚午科舉人，光绪三年（1877年）中状元，授翰林院修撰。历任提督山西学政，贵州、江南、广东乡试副考官，后任武英殿纂修。光绪五年时曾弹劾崇厚与俄国签订的《里瓦几亚条约》为丧权辱国，崇厚最终被判有罪。光绪十四年（1888年）时因进谏停止颐和园工程而触怒慈禧太后，被外放至江苏任镇江府知府，任内又发生了丹阳教案，处置较为妥当。三年考核政绩列江苏省第一。光绪十九年（1893年）调任苏州府知府，同年病逝于任上，因其政绩被破格提入国史馆立传，苏州群众也为他立祠纪念。《清史稿》有傳。

## 著作
作品编入《王苏州遗书》。

## 事跡
光绪十九年（1893年），浙江恩科鄉試考官殷汝璋、周锡恩行船至蘇州，前內閣中書、紹興人周福清派人向殷汝璋賄賂請託。事情敗露，殷汝璋將人交予王仁堪處理，最終周福清也下杭州獄。

## 延伸阅读
[在维基数据编辑]
 《清史稿/卷486》
 《清史稿·卷479》，出自趙爾巽《清史稿》
 在维基共享资源阅览影像

### 引文
1. ↑  《福州市志》(第1册) -大事记-清[永久]
2. ↑  《福州市志》第8册
3. ↑  《清史稿·列傳479卷》13093-13095：王仁堪，字可莊，福建閩縣人，尚書慶雲之孫。光緒三年一甲一名進士，授修撰。督山西學政，歷典貴州、江南、廣東鄉試，入直上書房。時俄羅斯索伊犂，使臣崇厚擅定條約，仁堪與修撰曹鴻勛等合疏劾之。太和門災，復與鴻勛應詔陳言，極論時政。其請罷頤和園工程，謂：「工費指明不動正款，夫出之筦庫，何非小民膏血？計臣可執未動正款之說以告朝廷，朝廷何能執未動正款之說以謝天下？」言尤切直。十七年，出為江蘇鎮江知府。甫下車，丹陽教案起，由於教堂發見孩尸。仁堪親驗孩尸七十餘具，陳於總督劉坤一曰：「名為天主教堂，不應有死孩骨。即兼育嬰局，不應無活嬰兒。傳教約本無准外國人育嬰之條，教士於約外兼辦育嬰，不遵奏行章程，使地方官得司稽察，禍由自召。請曲貸愚民之罪，以安眾心；別給撫卹之費，以贍彼族。」坤一迂之，卒定犯罪軍流有差。時外使屢責保護教堂，仁堪請奏定專律，謂：「條約無若何懲辦明文，每出一事，任意要挾。宜明定焚毀教堂，作何賠償；殺傷教士，作何論抵；以及口角鬥毆等事，有定律可遵。人心既平，訛言自息。」英人梅生為匪首李鴻購軍火，事覺，領事坐梅生罪僅監禁，仁堪上書總理各國事務衙門論之。又洋人忻愛珩遍謁守令，募捐義學，無游歷護照。仁堪請關道送領事查辦，復議無照私入內地，應按中國律法科罪。雖皆未果行，時論韙之。郡地多岡壠，旱易成災，仁堪以設渠塘為急務，不欲擾民，捐廉為倡。馳書乞諸親舊，商富感而輸助，得錢三萬緡，開塘二千三百有奇，溝渠閘壩以百計。十八年秋，丹陽大祲，恩賑之外，勸紳商捐貲，全活甚眾。又假官錢於民，使勿賣牛，名曰牛賑。濬太平港、沙腰河、練湖、越瀆、蕭河、香草、簡瀆之屬，凡二十餘所，支溝別渠二百三十有奇。又鑿塘四千六百，以蓄高原之水。皆以工代賑，東西百餘里間，水利畢舉。次年春，賑畢，餘四萬金，生息備積穀。牛賑餘錢，仿社倉法創社錢，按區分儲，為修溝洫、廣義塾之用。郡西鄉僻陋不知學，立榛思文社以教之。出私錢於府治前建南學舍。在任兩年，於教養諸端，盡力為之。調蘇州，已積勞致疾，日坐讞局清積案，風采動一時。甫三閱月，猝病卒，時論惜之。鎮江士民列政績，籲請大吏上聞，謂其「視民事如家事，一以扶植善類、培養元氣為任，卓然有古循吏風」。詔允宣付史館立傳，以表循良。自光緒初定制，官吏歿後三十年，始得請祀名宦。於是疆臣率徇眾意，輒請宣付立傳表章，曠典日致猥濫，仁堪為不愧云。
4. ↑  李伯元《庄谐诗话》

### 书目
- 《福州市志》，方志出版社，1998.12，ISBN 7-80122-400-0
- 《清史稿》，中华书局点校本